# Centre for Analysis of Strategies and Technologies
O Centre for Analysis of Strategies and Technologies (CAST) é uma ONG baseada em pesquisar tecnologias de defesa relacionadas ao governo da Rússia.